# Jesse Luijendijk
Jesse Luijendijk (1977) is een Nederlandse politicus namens de Partij voor de Dieren. Sinds 14 juli 2022 is hij wethouder van de gemeente Almere.

## Politieke loopbaan
Luijendijk was eerder gemeenteraadslid in Almere (2018-2022) en tevens Statenlid (2019-2022) in de provincie Flevoland. Hij was daarbij fractievoorzitter in beide bestuursorganen. 
In 2021 werd hij lijsttrekker van de Partij voor de Dieren bij de gemeenteraadsverkiezingen van maart 2022 in Almere. Op 14 juli 2022 werd hij benoemd tot wethouder in het college van B&W. 
Hij is hiermee een van de vier eerste wethouders ooit voor de Partij voor de Dieren (naast Arnhem, Amersfoort en Groningen. Inmiddels ook in Den Haag).  

## Portefeuille
Als wethouder is Luijendijk verantwoordelijk voor:
- Dierenwelzijn
- Natuur en Water
- Biodiversiteit
- Klimaatadaptatie
- Openbare ruimte
- Circulaire grondstoffen
- Voedsel en Stadslandbouw
- Almere 2.0 (Fonds Verstedelijking Almere en ontwikkeling Pampus en Oosterwold)

Hij staat bekend om zijn nadruk op ecologisch beleid en natuurinclusieve inrichting van de stad. Zo is hij voorstander van minder maaien in de openbare ruimte, het behouden van bomen bij ruimtelijke plannen, en het stimuleren van plantaardige materialen in de bouw.

## Nota Dieren
Onder zijn bewind werd de Nota Dieren ingevoerd, een beleidsdocument dat dieren erkent als volwaardige stadsbewoners. Het bevat maatregelen zoals diervriendelijkere inrichting van de stad en het terugdringen van de hengelsport. De nota leidde in 2025 kortstondig tot politieke ophef, maar een motie van wantrouwen werd ingetrokken bij gebrek aan juridische grondslag en bewijs.

## Persoonlijk en opleiding
Jesse Luijendijk is geboren in Schiedam en opgegroeid in Maassluis. Hij woont sinds 2006 in de Eilandenbuurt in Almere-Buiten. Hij is getrouwd en heeft drie dochters. Sinds 2006 is hij vegetariër en sinds 2009 veganist. 
Luijendijk studeerde onder andere 'Beleid en Maatschappij' aan de Hogeschool Rotterdam. Hij was tijdens zijn studie actief als vicevoorzitter van de centrale medezeggenschapsraad, lid van de faculteit medezeggenschapsraad en voorzitter van de cluster medezeggenschapsraad.